# (4606) Saheki
(4606) Saheki (1987 UM1) – planetoida z pasa głównego asteroid okrążająca Słońce w ciągu 3,38 lat w średniej odległości 2,25 j.a. Odkryta 27 października 1987 roku.